# 山崎裕之
山崎 裕之（やまざき ひろゆき、1946年12月22日 - ）は、埼玉県上尾市出身の元プロ野球選手（内野手）。

## 経歴

### プロ入り前
実家は和菓子店。小学校低学年の頃に実家の裏の造り酒屋の若い衆に初めて野球を教わったという。中学入学後に野球部に入部して本格的に野球を始め、最初は投手を務めた。埼玉県立上尾高等学校では1962年、1年生の時に三番・ピッチャーとして夏の甲子園予選西関東大会決勝に進出するが、佐野嘉幸を四番打者に据えた甲府工に惜敗し、甲子園には届かなかった。
1963年春の選抜に遊撃手兼控え投手として初出場を果たす。同大会では1回戦で松阪商を下すが、2回戦で東邦高に完封負け。この試合で、山崎はリリーフとして甲子園初登板を果たした。
1964年夏の県予選は準決勝で熊谷商工に敗れた。この年9月、上尾市内で東京オリンピックの聖火走者を務めている。高校の1年下に会田照夫、江田幸一がいた。

### 現役時代
1965年、東京オリオンズに入団する。『長嶋二世』と言われた所以で、オリオンズ入団時、当時の看板打者でもあった榎本喜八がつけていた背番号3を提示されたが、山崎は2を希望する。当時はドラフト制度が無く各球団での競合となり、当時としては破格の契約金5,000万円での入団となった。
1967年に遊撃手のレギュラーとなる。1968年は規定打席（17位、打率.255）にも到達するが、打撃は今一つ伸び悩んだ。
1969年に二塁手に回り、打率.301（リーグ5位）を記録している。同年から3年連続でベストナインに選出された。
1970年は開幕戦の南海ホークス戦で1回裏に先発・西岡三四郎の初球を初回先頭打者初球本塁打している。この年のロッテ打線はミサイル打線の異名を取り、山崎も主に6番打者として25本塁打、75打点を記録し、10年ぶりのリーグ優勝に貢献した。しかし、同年の読売ジャイアンツとの日本シリーズでは16打数2安打と精彩を欠いた。
1971年8月14日の東映フライヤーズ戦では、史上25人目となるサイクル安打を達成している。
1973年のオールスターゲームでは、第3戦で9回裏にヤクルトスワローズの安田猛からサヨナラ安打を打ち、この試合でMVPを受賞した。
1974年には自身2度目のリーグ優勝を経験、中日ドラゴンズとの日本シリーズでは全試合に4番打者として出場し、最終第6戦では3安打を打つなど、22打数8安打、3打点と活躍して優秀選手賞を獲得し、チーム24年ぶりとなる日本一に貢献した。
1977年には初めてダイヤモンドグラブ賞を獲得する。
1978年オフに就任した新監督の山内一弘の構想から外れ、成重春生と共に古賀正明・倉持明との交換トレードで、福岡から所沢へ移転したばかりの新生西武ライオンズに移籍した。当時、ヤクルト監督だった広岡達朗からも誘われたが、実現しなかった。広岡は後年西武ライオンズの監督を務めることになる。「球界の寝業師」の異名を取った西武根本陸夫監督は、Bクラスが定位置となっていたライオンズの体質改善のため、このオフに田淵幸一・野村克也など他球団で実績を残した大物のベテラン選手を続々と獲得していたが、山崎もロッテ時代と同じ背番号2を与えられ、チーム再建を担うベテランの一角として期待を受けた。
1979年は故障欠場もあって規定打席に届かなかったが、打率.332を記録。
1980年は再び規定打席に到達し、打率.294（リーグ16位）、25本塁打の好成績を記録。ベストナインに選出され、ダイヤモンドグラブ賞も獲得する。
1982年には120試合以上に出場。チームは7年ぶりのAクラス入りと同時に19年ぶりのリーグ優勝・24年ぶりの日本一へと駆け上がる。
1983年にもほとんどの試合に出場し、2年連続となるリーグ優勝・日本一連覇に貢献。自己最多の82打点を記録し、9月18日のロッテ戦で仁科時成から当時プロ野球18人目となる通算2000安打も達成している。
1984年、チームのリーグ3連覇が絶望的になったのを機に若手主体の編成に変わり、自身の打撃の低迷も相まって、二塁手のポジションにはユーティリティープレイヤーの行沢久隆が多く起用されるようになった。この年限りで現役を引退。現役時代はベストナインを5回、ダイヤモンドグラブ賞（現ゴールデングラブ賞）を3回受賞したが、打撃タイトルとは無縁であった。

### 引退後
引退後は文化放送、テレビ東京の野球解説者、日刊ゲンダイの野球評論家として活動している。現役時代からのリーダーシップや卓越した野球理論を買われ、実際にコーチや監督の就任を打診されたこともあったが全て固辞しており、現場に関わる仕事は一切していない。これについて山崎は、「私がへそ曲がりだからです」と評しており、指導者は性格的に向いていないと述べている。

## 逸話
高校時代は、埼玉県営大宮公園野球場で長嶋茂雄以来のバックスクリーン弾を打つなど強打で鳴らし、『長嶋二世』と評された。高校野球部監督の野本喜一郎（元西鉄など）が元プロで、プロ球界で顔が広かったこともあって、当時は広島カープを除く11球団が興味を示したプロ注目の内野手であった。山崎本人は、遠くの球団へやりたくなく在京球団を希望した親の意向と、当時のオリオンズスカウトの山田潔が高校1年の頃から自分に注目してくれていたことで、まず1番に声をかけてくれた東京オリオンズに入団することを決意したという。この時にオリオンズが提示した5,000万円という契約金は当時としては破格であり、山崎もこれを手取りで受け取っていたと証言しており、こうした契約金の高騰合戦が1965年オフより始まったプロ野球ドラフト会議導入のきっかけになったのではないかと推測している。
広岡達朗は、選手として山崎に大きな信任を寄せており、ヤクルト監督時代にも獲得を熱望していた。西武監督となってからも、東尾修や田淵幸一などのチームの看板選手も特別扱いをせずに厳しい態度で臨んだが、山崎に関してだけは何も言うことは無かったという。1982年シーズンは打率.246、7本塁打という不本意な成績で終わったにもかかわらず、「チームへの貢献度は一番」と評してこの年は年俸が上がった。入団時、同じ遊撃手の先輩でもある広岡を尊敬していたこともあり、自ら『2』を希望したが、最終年度の1984年は起用方針を巡って、広岡との関係は悪化していた。
根本陸夫も山崎の獲得に当たって、投手2人をロッテから要求されたことについては、「バッテリー間を先に作り上げるという考え方からすれば、やっちゃいかんこと」と後年振り返りつつも、山崎のことは「打の柱が田淵なら、投の軸が東尾、あとは内野にキーマンが必要です。守れて打てる山崎君は、その役にピタリでした。オリオンズに在籍して14年、キャリアは十分です。派手ではないけれど、野球の職人です。放っといても自分で自分をつくるタイプです。新しい環境が水に合えば、最盛期のレベルに復活してくれると期待しています。5年待てば、新しく入れた若手が育ちます。その間、西武の力となり、若手の見本となってくれればと思いました。」と評している。この根本の読み通りに山崎は、移籍後にキャリアハイに並ぶ数字を残して西武の優勝と日本一に貢献し、在籍6年でユニフォームを脱いだが、西武の次世代の二塁手には行沢久隆・辻発彦ら若手が既に台頭を見せていた。

## 選手としての特徴
高卒1年目から遊撃手でレギュラー出場するも、なかなかプロのレベルでは芽は出なかった。守備位置が二塁手に固定されレギュラーに定着してからは、打撃でもパンチ力を見せ、現役20シーズン中14シーズンで2桁本塁打、通算で270本塁打を記録した。しかし、規定打席に到達して打率3割を記録したのは1度だけであり、通算打率は.265と決して高くはない。
通算盗塁数は137であるが、盗塁死も多く成功率は55.9%に留まり通算犠打も104と多くはなく、リードオフマンや繋ぎの2番といったタイプではない。打順も固定されず、ロッテ時代は1番から7番まで、チーム状態に応じて毎年のように変動していたが、西武移籍後は1番や2番での起用がほとんどだった。1980年にはリーグ最多四球を記録するなど、出塁するために四球を選ぶようになり、1981年と1983年にはリーグ最多得点も記録している。プロ通算で1番から9番までの全打順での起用経験を持つ。
守備に関しては、入団当初は遊撃手だったが、3年目の1968年は119試合で遊撃手として23失策、守備率.957を記録するなど、プレーに確実性を欠いていた。しかし、翌1969年より二塁手にコンバートされると、125試合で二塁手として出場、9失策、守備率.986を記録し、課題だった守備に安定感が出た。以後は長年二塁手として出場し、二塁手としての試合出場1883試合は高木守道に次いで歴代2番目に多く、二塁手での通算補殺3972、通算刺殺4840はいずれも歴代3位の記録となっている。守備に卓越した選手をシーズンごとに選ぶダイヤモンドグラブ賞には二塁手で3度選出されている。一方で現役時代は隠し球の名手としても知られており、犠打で二塁へ送られてきた走者や適時打などを放って油断している選手に不意を突いて仕掛けることがあった。

## 詳細情報

### 年度別打撃成績
| 年 度      | 球 団       | 試 合 | 打 席 | 打 数 | 得 点 | 安 打 | 二 塁 打 | 三 塁 打 | 本 塁 打 | 塁 打 | 打 点 | 盗 塁 | 盗 塁 死 | 犠 打 | 犠 飛 | 四 球 | 敬 遠 | 死 球 | 三 振 | 併 殺 打 | 打 率 | 出 塁 率 | 長 打 率 | O P S |
| ---------- | ----------- | ----- | ----- | ----- | ----- | ----- | -------- | -------- | -------- | ----- | ----- | ----- | -------- | ----- | ----- | ----- | ----- | ----- | ----- | -------- | ----- | -------- | -------- | ----- |
| 1965       | 東京 ロッテ | 71    | 205   | 189   | 10    | 36    | 5        | 1        | 2        | 49    | 14    | 9     | 5        | 3     | 0     | 12    | 0     | 1     | 36    | 8        | .190  | .243     | .259     | .502  |
| 1966       | 東京 ロッテ | 28    | 69    | 65    | 1     | 8     | 0        | 0        | 0        | 8     | 2     | 0     | 0        | 0     | 1     | 3     | 0     | 0     | 11    | 4        | .123  | .162     | .123     | .285  |
| 1967       | 東京 ロッテ | 113   | 367   | 339   | 26    | 76    | 12       | 4        | 7        | 117   | 34    | 8     | 4        | 6     | 0     | 19    | 2     | 3     | 78    | 5        | .224  | .271     | .345     | .617  |
| 1968       | 東京 ロッテ | 128   | 466   | 420   | 47    | 107   | 18       | 5        | 14       | 177   | 49    | 8     | 7        | 4     | 3     | 33    | 4     | 6     | 75    | 5        | .255  | .318     | .421     | .740  |
| 1969       | 東京 ロッテ | 126   | 541   | 495   | 73    | 149   | 19       | 4        | 14       | 218   | 60    | 7     | 6        | 4     | 5     | 34    | 0     | 3     | 74    | 1        | .301  | .350     | .440     | .790  |
| 1970       | 東京 ロッテ | 129   | 520   | 474   | 64    | 117   | 16       | 3        | 25       | 214   | 75    | 15    | 12       | 3     | 6     | 36    | 4     | 1     | 80    | 4        | .247  | .301     | .451     | .753  |
| 1971       | 東京 ロッテ | 123   | 508   | 439   | 84    | 123   | 22       | 3        | 21       | 214   | 50    | 17    | 10       | 2     | 4     | 59    | 2     | 4     | 78    | 10       | .280  | .371     | .487     | .858  |
| 1972       | 東京 ロッテ | 123   | 499   | 442   | 54    | 107   | 22       | 1        | 16       | 179   | 58    | 4     | 9        | 2     | 2     | 52    | 1     | 1     | 76    | 7        | .242  | .323     | .405     | .728  |
| 1973       | 東京 ロッテ | 123   | 429   | 377   | 45    | 90    | 13       | 2        | 9        | 134   | 27    | 11    | 6        | 8     | 1     | 39    | 1     | 4     | 65    | 6        | .239  | .317     | .355     | .672  |
| 1974       | 東京 ロッテ | 124   | 507   | 454   | 62    | 126   | 32       | 3        | 11       | 197   | 58    | 6     | 5        | 9     | 5     | 39    | 2     | 0     | 70    | 12       | .278  | .335     | .434     | .769  |
| 1975       | 東京 ロッテ | 118   | 484   | 430   | 62    | 116   | 17       | 5        | 17       | 194   | 56    | 9     | 8        | 5     | 2     | 46    | 0     | 1     | 74    | 13       | .270  | .342     | .451     | .793  |
| 1976       | 東京 ロッテ | 121   | 478   | 418   | 50    | 114   | 19       | 2        | 16       | 185   | 62    | 7     | 4        | 6     | 5     | 48    | 2     | 1     | 67    | 6        | .273  | .349     | .443     | .792  |
| 1977       | 東京 ロッテ | 128   | 505   | 451   | 49    | 116   | 21       | 4        | 17       | 196   | 62    | 4     | 6        | 10    | 3     | 39    | 0     | 2     | 85    | 7        | .257  | .319     | .435     | .754  |
| 1978       | 東京 ロッテ | 122   | 483   | 435   | 56    | 126   | 23       | 2        | 13       | 192   | 52    | 3     | 4        | 12    | 2     | 33    | 1     | 1     | 55    | 8        | .290  | .341     | .441     | .783  |
| 1979       | 西武        | 79    | 337   | 286   | 54    | 95    | 16       | 2        | 12       | 151   | 46    | 7     | 3        | 5     | 1     | 44    | 1     | 1     | 41    | 8        | .332  | .423     | .528     | .951  |
| 1980       | 西武        | 128   | 566   | 477   | 89    | 140   | 26       | 2        | 25       | 245   | 77    | 6     | 3        | 3     | 5     | 78    | 2     | 3     | 70    | 11       | .294  | .396     | .514     | .910  |
| 1981       | 西武        | 125   | 553   | 457   | 97    | 124   | 27       | 4        | 22       | 225   | 68    | 5     | 5        | 2     | 3     | 88    | 0     | 3     | 83    | 7        | .271  | .392     | .492     | .885  |
| 1982       | 西武        | 122   | 473   | 415   | 50    | 102   | 16       | 1        | 7        | 141   | 34    | 4     | 5        | 5     | 2     | 51    | 2     | 0     | 67    | 8        | .246  | .328     | .340     | .668  |
| 1983       | 西武        | 128   | 600   | 515   | 96    | 148   | 30       | 3        | 18       | 238   | 82    | 4     | 3        | 9     | 7     | 67    | 3     | 2     | 52    | 12       | .287  | .372     | .462     | .834  |
| 1984       | 西武        | 92    | 297   | 267   | 30    | 61    | 17       | 0        | 4        | 90    | 19    | 3     | 0        | 6     | 2     | 22    | 1     | 0     | 30    | 7        | .228  | .287     | .337     | .624  |
| 通算：20年 | 通算：20年  | 2251  | 8887  | 7845  | 1099  | 2081  | 371      | 51       | 270      | 3364  | 985   | 137   | 105      | 104   | 59    | 842   | 28    | 37    | 1267  | 149      | .265  | .339     | .429     | .768  |

- 各年度の太字はリーグ最高
- 東京（東京オリオンズ）は、1969年にロッテ（ロッテオリオンズ）に球団名を変更

### 表彰
- ベストナイン：5回（二塁手部門：1969 - 1971年、1974年、1980年）
- ダイヤモンドグラブ賞：3回（二塁手部門：1977年、1980年、1981年）
- 日本シリーズ優秀選手賞：1回（1974年）
- オールスターゲームMVP：1回（1973年 第3戦）
- パ・リーグプレーオフ優秀選手賞：1回（1974年）

### 記録
初記録
- 初出場・初先発出場：1965年4月10日、対東映フライヤーズ1回戦（後楽園球場）、7番・遊撃手で先発出場
- 初安打：1965年4月11日、対東映フライヤーズ2回戦（後楽園球場）、5回表に尾崎行雄から
- 初打点：1965年6月8日、対西鉄ライオンズ8回戦（小倉球場）、10回表に田中勉から右前2点適時打
- 初本塁打：1965年6月15日、対東映フライヤーズ9回戦（東京スタジアム）、3回裏に田中調から2ラン

節目の記録
- 100本塁打：1973年4月20日、対阪急ブレーブス前期1回戦（後楽園球場）、4回裏に足立光宏から左越ソロ ※史上74人目
- 1000試合出場：1974年5月21日、対太平洋クラブライオンズ前期7回戦（平和台野球場）、5番・二塁手で先発出場 ※史上170人目
- 1000安打：1975年7月13日、対太平洋クラブライオンズ後期1回戦（宮城球場）、1回裏に東尾修から中前安打 ※史上91人目
- 150本塁打：1976年8月29日、対阪急ブレーブス後期7回戦（阪急西宮球場）、9回表に山田久志から左越ソロ ※史上44人目
- 1500試合出場：1978年5月27日、対日本ハムファイターズ前期9回戦（後楽園球場）、4番・二塁手で先発出場 ※史上57人目
- 1500安打：1979年10月10日、対日本ハムファイターズ後期12回戦（西武ライオンズ球場）、9回裏に宇田東植から中前安打 ※史上32人目
- 200本塁打：1980年4月30日、対ロッテオリオンズ前期6回戦（宮城球場）、9回表に安木祥二から左越決勝ソロ ※史上33人目
- 1000三振：1980年8月1日、対南海ホークス後期4回戦（西武ライオンズ球場）、9回裏に金城基泰から ※史上5人目
- 300二塁打：1981年8月10日、対ロッテオリオンズ後期5回戦（西武ライオンズ球場）、3回裏に水谷則博から ※史上18人目
- 3000塁打：1982年8月10日、対ロッテオリオンズ後期4回戦（西武ライオンズ球場）、8回裏に三井雅晴から中前安打 ※史上19人目
- 2000試合出場：1982年8月17日、対南海ホークス後期7回戦（大阪スタヂアム）、2番・二塁手で先発出場 ※史上17人目
- 250本塁打：1983年4月22日、対阪急ブレーブス1回戦（西武ライオンズ球場）、8回裏に松本祥志から2ラン ※史上20人目
- 1000得点：1983年5月19日、対ロッテオリオンズ7回戦（鹿児島県立鴨池野球場）、3回表に大田卓司の決勝適時二塁打で生還して記録 ※史上18人目
- 350二塁打：1983年9月6日、対南海ホークス20回戦（大阪スタヂアム）、9回表に矢野実から ※史上13人目
- 2000安打：1983年9月18日、対ロッテオリオンズ24回戦（西武ライオンズ球場）、3回裏に仁科時成から右翼へ三塁打 ※史上18人目

その他の記録
- 6試合連続二塁打（1971年7月29日 - 8月3日）当時の日本記録
- 1イニング2本塁打[17]：2回 ※史上8人目（複数回達成は史上2人目）
  - 1980年8月7日、対近鉄バファローズ後期7回戦（日生球場）、7回表無死で柳田豊から左越満塁本塁打、二死後山口哲治から左越ソロ ※史上9度目
  - 1983年9月1日、対日本ハムファイターズ20回戦（西武ライオンズ球場）、8回裏先頭で川原昭二から中越ソロ、二死後も川原昭二から左越満塁本塁打 ※史上11度目
- サイクルヒット：1971年8月14日、対東映フライヤーズ19回戦（明治神宮野球場） ※史上25人目
- オールスターゲーム出場：11回（1969年、1970年、1972年 - 1977年、1980年、1981年、1983年）

### 背番号
- 2（1965年 - 1984年）

## 関連情報

### 出演番組
- 文化放送ホームランナイター
- 文化放送ライオンズナイター
- 全力闘球 - 出演していたテレビ東京のプロ野球中継の現行タイトル。
- スポーツTODAY